# Jean-Louis du Buisson de Beauteville
Jean-Louis du Buisson de Beauteville (1708, Mirepoix - 25 mars 1776, Alès) est un prélat, évêque d'Alais.

## Écrits
- Ordonnance et instruction pastorale de monseigneur l'évêque d'Alais, au sujet des assertions extraites des livres, thèses des soi-disans Jésuites, & dénoncées aux evêques par le Parlement, 1764. En ligne.
- Lettres de Monseigneur l'évêque d'Alais, en réponse à celles de Monseigneur l'archevêque d'Aix, des 6 juin & 27 juillet 1764, Toulouse, Joseph Dalles, 1764. En ligne.